# Hearst-kastély

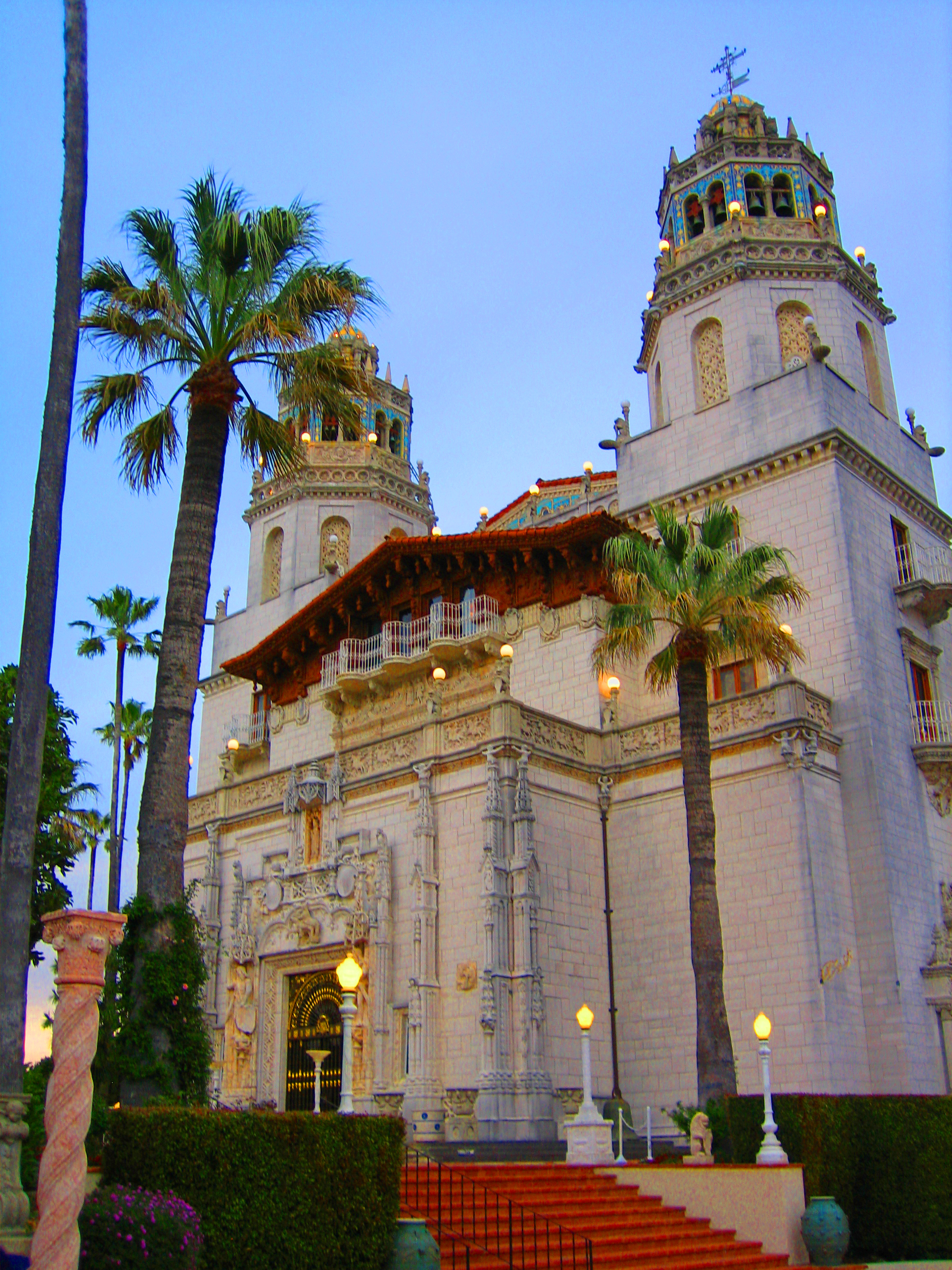
A főépület homlokzata

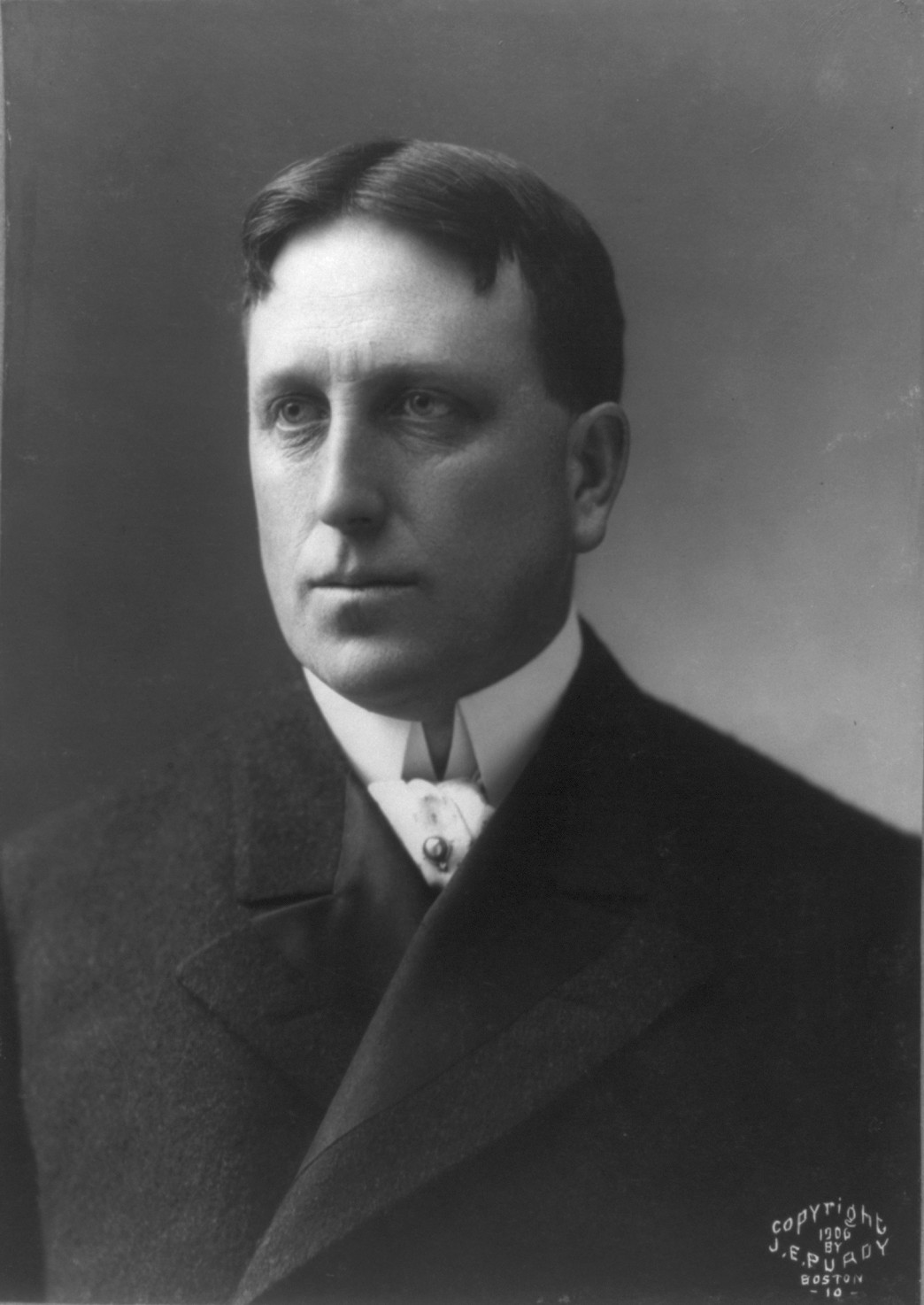
William Randolph Hearst

A Hearst-kastély (angolul Hearst Castle) néven ismert épületegyüttes William Randolph Hearst amerikai sajtómágnás otthona volt, melyet Julia Morgan építész tervezett – a tulajdonos jelentős közreműködésével –, és Hearst 160 km²-es kaliforniai, San Simeon-i birtokán épült fel, félúton San Francisco és Los Angeles között (mindkettőtől kb. 400 km-re), egy dombon, nyolc kilométerre a Csendes-óceán partjától. Az épületekben számos építészeti stílus ötvöződik, a főépületet legnagyobb részben egy 16. századi spanyol katedrális ihlette (Iglesia de Santa Maria la Mayor, Ronda). Hearst itt állította ki gazdag műgyűjteményének egy részét is.
A birtok neve eleinte Las Estrellas volt, Hearst felesége, Millicent nevezte el így, de 1924-ben kiderült, hogy egy közeli birtok már használja ezt a nevet, ekkor Hearst a La Cuesta Encantada („Az elvarázsolt hegy”) nevet adta a birtoknak, de rendszerint csak „a farm”-ként emlegette, ma Hearst Castle vagy San Simeon néven ismert.
Az építkezés 1919-től 1947-ig tartott, közben Hearst többször is változtatott elképzelésén, az épületkomplexum csak halála után nyerte el végleges formáját. 1957-ben Hearst örökösei Kalifornia államnak adományozták a birtokot; ma védett műemlék és 1958 óta nyitott a látogatók számára.

## Méretei
Az összes épület együtt több mint 8300 m² területű. A legnagyobb ház, a Casa Grande homlokzata 137 m magas, területe 5634 m², négy szinten kb. 115 szoba van benne. A három kisebb házé:
- La Casa del Mar: 546 m² (háromszintes, 18 szoba)
- La Casa del Monte: 213 m² (10 szoba)
- La Casa del Sol: 242 m² (háromszintes, 18 szoba)

Az épületekben összesen 56 hálószoba, 61 fürdőszoba, 19 nappali és egy mozi található, kültéri és fedett úszómedencék, kis repülőtér, teniszpályák, összesen több mint 50 hektár kert és a világ legnagyobb magánkézben lévő állatkertje tartozik hozzá.

## A házak felépítése

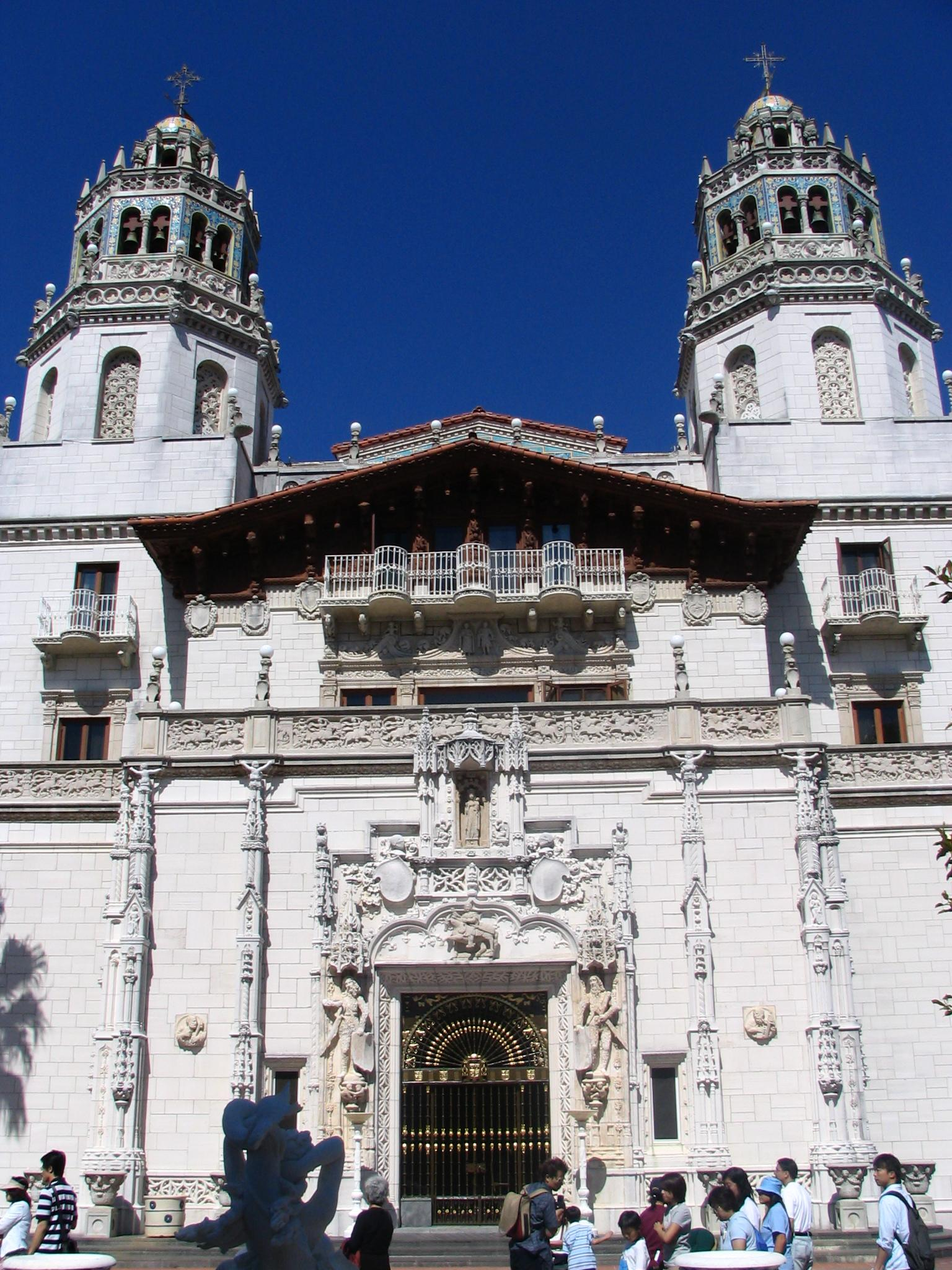
A Casa Grande főbejárata

A birtokot, melyen a Hearst-kastély felépült, William Randolph Hearst apja, George Hearst vásárolta 1865-ben, de ő csak egy kisebb, olasz stílusú házat emeltetett a parton. Mivel tudatában volt fia költekező természetének, az idősebb Hearst a feleségére hagyta vagyonát. Ifjabb Hearst már gyermekkorában megkedvelte a helyet, és mikor utazgatásokkal és sajtóbirodalma megalapításával töltött ifjúkora után 1919-ben megörökölte anyjától, Phoebe Apperson Hearsttől az erre az időre 1000 km²-re nőtt birtokot, azonnal megkezdte az építkezést. Mikor előállt terveivel, hogy fenn a dombra akar építkezni, ahol gyerekkorában sátorban kempingeztek, minden építész azt mondta, ez képtelenség, mert a környéken nincs felhasználható építőanyag, és igen hosszú utat kellene építeni az elhagyatott vidéken át, hogy mindent odaszállítsanak. Hearst már 1919 áprilisában megismerkedett Julia Morgan San Franciscó-i építésszel, aki, mikor hallott a tervekről, ugyanolyan lelkesen kötelezte el magát mellettük, mint a birtok ura. Több mint két évtizedes együttműködés vette kezdetét, amely során megszületett a Hearst-kastély.
Morgan felvett egy építésvezetőt, barakkokat emeltetett a munkások számára, helyreállíttatta a kikötőt és 1919 szeptemberében, alig öt héttel azután, hogy először látogatást tett a birtokon, kijelentette, hogy minden készen áll az építkezés megkezdésére. A szükséges alapanyagok egy részét Hearst azonnal elküldette a helyszínre, hogy ne a téli időben kelljen a szállítással bajlódni. A főépület, a Casa Grande építése megkezdődött.

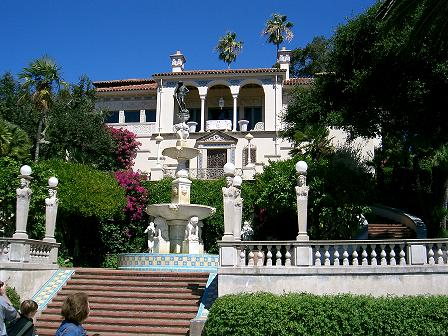
A főépület a Neptunusz-medence felől

Az építkezés nem haladt zökkenőmentesen, Hearst ugyanis számtalanszor változtatott a tervein menet közben, és bár igen gazdag volt, a mozgósítható tőkéből gyakran kifogyott, sokszor késett Morgan díjazásával is. Más természetű gondok is akadtak: az építkezésen dolgozó több mint száz építőmunkás a szabadidejében nem talált jobb elfoglaltságot, mint hogy bejárják a birtokot és az állatokra vadásszanak. Miután Hearst ezt kifejezetten megtiltotta, és az építkezéstől távol bóklászó munkásokat olyan vízvezetékszerelőhöz hasonlította, aki a fürdőszoba mellett az egész lakást bejárja, Morgan szabadtéri mozit állíttatott fel a munkások szórakoztatására, később pedig egy klubot is felállíttatott biliárdasztalokkal.
Hearst utasítására először a főépületen kezdődött meg a munka, alig pár héttel később azonban a sajtómágnás meggondolta magát, és mivel szeretett volna minél hamarabb a birtokra költözni, megkérte Morgant, hogy inkább a kisebb házakkal kezdjék a munkát. Ezekből összesen három épült fel: a La Casa del Mar, ahonnan a tengerre nyílt szép kilátás, a La Casa del Monte, ahonnan a környező hegyekre, és a La Casa del Sol, ahonnan a tengeri naplementéket lehetett megcsodálni. Morgan egy negyedik házhoz is készített terveket, ez mediterrán stílusú lett volna, Hearst pedig két további házat is szeretett volna, kínai, illetve Tudor-stílusban, ezek azonban nem készültek el. Az építkezés elején leginkább az első kisebb házra, a La Casa del Marra összpontosítottak; a három vendégház közül ez lett a legnagyobb és a legdíszesebb.

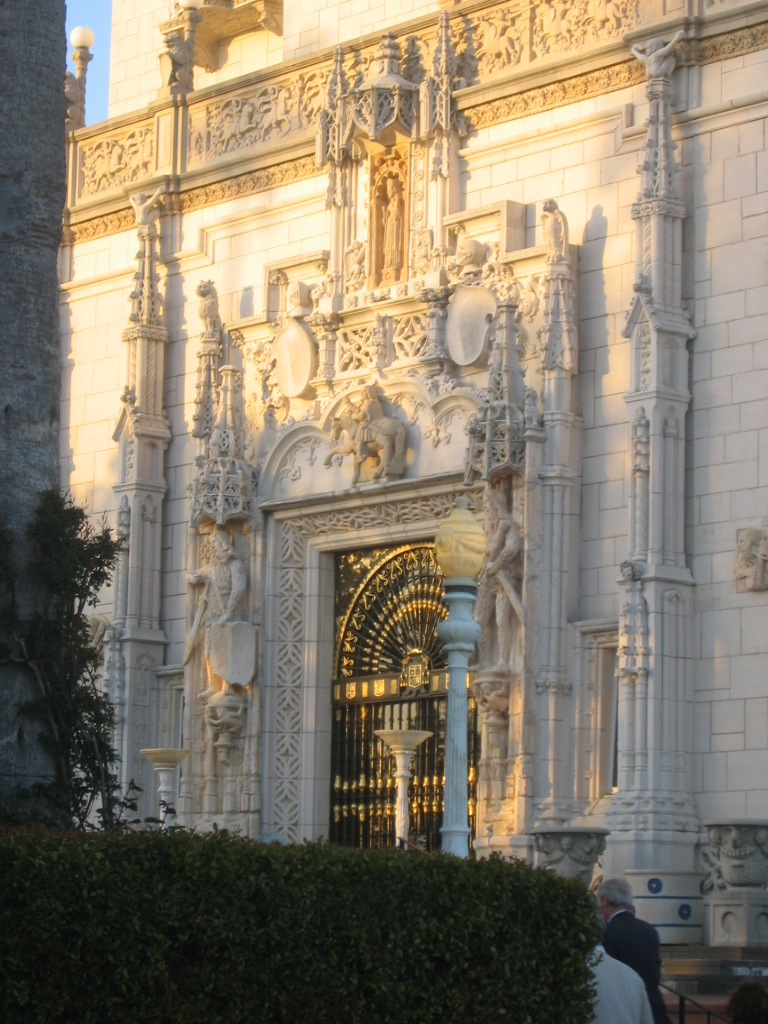
A Casa Grande főbejárata

Az építési munkálatok vezetője 1919 és 1922 között Herbert Washburn volt. Összesen négy munkavezető követte egymást a birtokon; Washburn idejében nagyrészt elkészült a három vendégház, és az első kettőn (La Casa del Mar és La Casa del Monte) már a belső munkálatok is megkezdődtek. Washburnt Morgan 1922 októberében rúgta ki Hearst beleegyezésével, mert nem tartotta be a határidőket és ezzel anyagi veszteséget okozott. Helyére Camille C. Rossi került, aki 1932-ig volt munkavezető. Nem sokkal érkezése után megkezdődött a Casa Grande építése. 1924-re elkészült az eredetileg kétszintesre tervezett főépület, és 1926-ban már a két torony építése is megkezdődött.
Hearst a Casa Grande építése közben is folyamatosan változtatta terveit. 1927-ben két új szárny építését rendelte el, majd az egyik lakosztály ablakait és kandallóit cseréltette ki a jobb kilátás érdekében, 1929-ben úgy döntött, a tetőzetet emeljék feljebb, és építsenek alá egy harmadik szintet is, majd a tornyokat alakíttatta át, hogy hálószobák és harangjáték kapjanak helyet bennük. A harangjátékot Belgiumból rendelték. Hearstnek további tervei is voltak, melyek közül nem mindegyik valósult meg; a tekepálya építéséről például, amihez egy falat négy méterrel arrébb kellett volna tenni, lemondott, mikor kiderült, hogy 45 000 dollárba kerülne a fal átmozgatása.
1928-ban Hearst átköltözött a La Casa del Marból a főépületbe szeretőjével, Marion Davies színésznővel (feleségétől, Millicenttől ekkor már külön élt). Hearst lakosztálya az ún. gótikus lakrész volt, melyet az épület többi helyiségéhez hasonlítva szerényen rendeztek be. Közelében volt az ún. gótikus könyvtár, Hearst médiabirodalmának központja.
Az 1920-as évek végén Hearst egy másik vállalkozásában is igénybe vette Morgan segítségét: észak-kaliforniai birtokán, Wyntoonon, melyet anyjától örökölt, 1929/30 telén leégett az a ház, melyet még 1902-ben tervezett Morgan, és Hearst azonnal újra akarta építeni. Hogy mindkét helyen dolgozni tudjon, Morgan felvett egy másik építészt, Warren McClure-t, akivel már korábban dolgoztak együtt Hearst Beverly Hills-i birtokán.

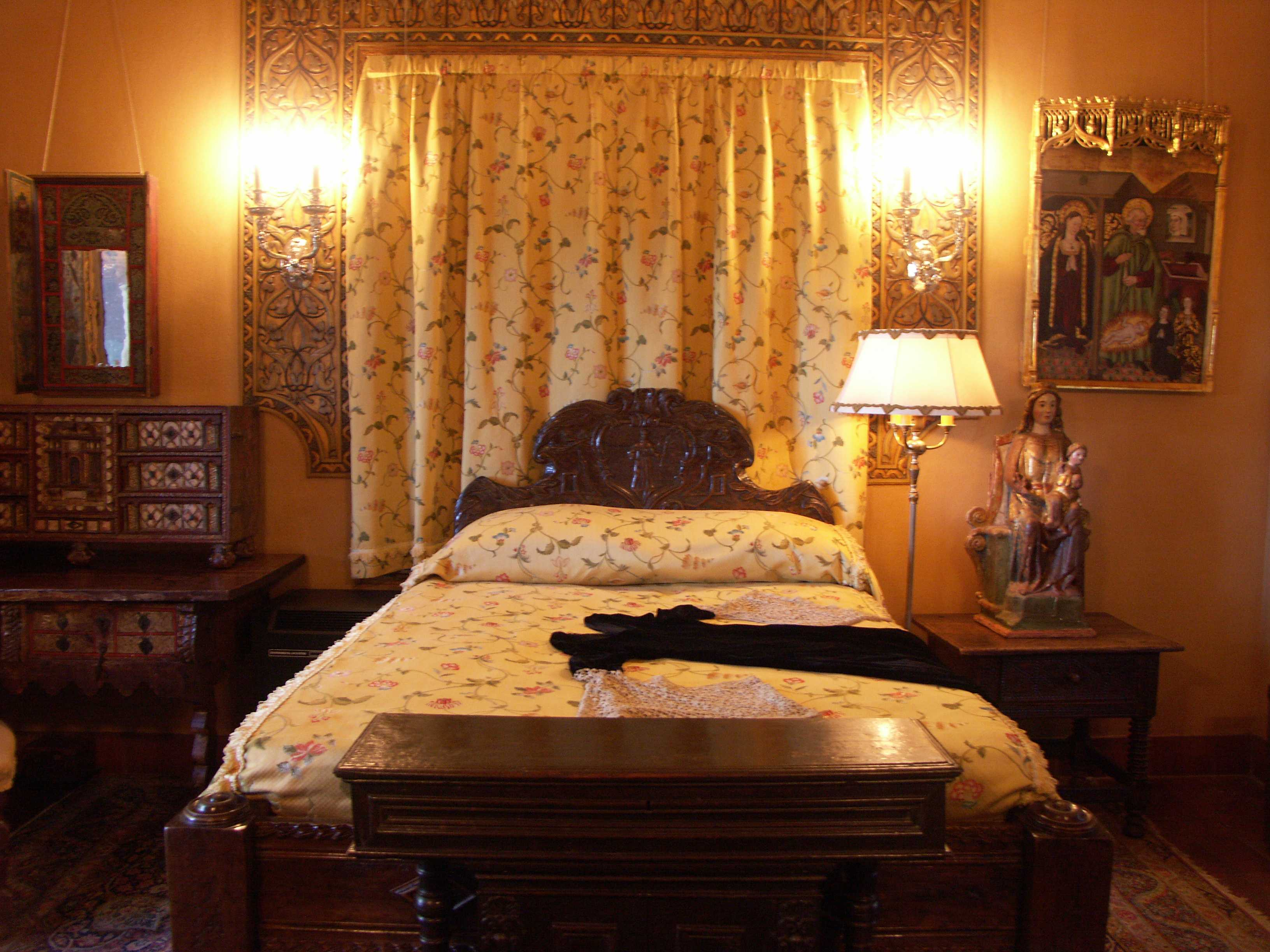
A La Casa del Sol egyik hálószobája

Camille Rossi munkavezetősége alatt a tájépítészeti munkák is haladtak. Morgan sétautat tervezett, ami összeköti a négy épületet, és a La Casa del Sol alatti teraszt is megnagyobbították. Rossi 1932-ig volt munkavezető, ekkor történt sokadik összezördülésük Morgannel, a munkavezető ugyanis sokszor nem várt utasításokra, hanem a saját feje után ment, és munkásaival megkezdte a beltéri római fürdőmedence megépítését, mielőtt Morgan engedélyt adott volna rá. Rossinak, aki egyébként sem volt népszerű a munkások körében, ezután felmondtak.
Az építkezés harmadik munkavezetője George Loorz lett, ő 1932 és 1937 közt irányította a munkálatokat, de később is nagy befolyással bírt. Vezetése alatt befejezték a római medencét, a magas pergolát, a La Casa del Sol alatti terasz megnagyobbítását, és ekkor készült el végleges formájában a birtok egyik leghíresebb látványossága, a Neptunusz-medence, egy oszlopokkal és görög szobrokkal körülvett kültéri úszómedence, melynek partját egy kis görög templom is díszítette, melyet Hearst Európából szállíttatott ide.
A második világháború idején az építkezés az alapanyagok és a munkaerő hiánya miatt teljesen leállt. Loorz 1937-ben Hearst pénzügyi problémái miatt lemondott munkavezetői posztjáról, bár tanácsokkal még segítette az építkezést az elkövetkezendő három évben. A következő, utolsó munkavezető Maurice McClure lett. Vezetése alatt nagyrészt a Casa Grande 1927-ben megkezdett két új épületszárnyával foglalkoztak, illetve ekkor lett leaszfaltozva a birtokhoz vezető út, és beton kifutó, valamint új hangár épült a domb aljában lévő kis repülőtérhez.

## A kertek

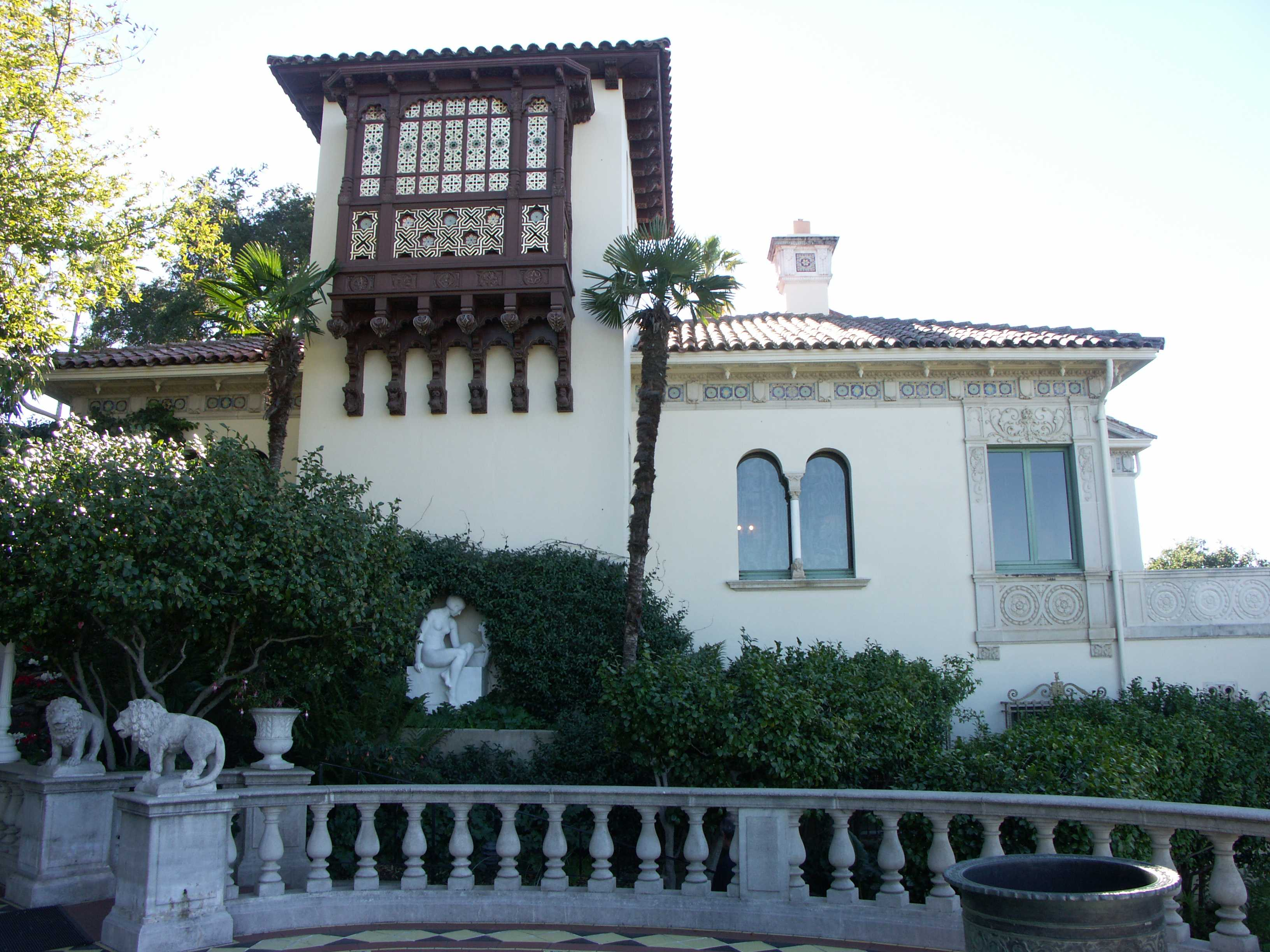
A La Casa del Sol oldalról

Hearst a házak természeti környezetét is igyekezett ízlése szerint formálni. Az építkezés során külön gondot fordítottak arra, hogy a birtokon lévő több száz éves tölgyfák megmaradjanak. Mikor egyiküket kivágták a munkások, Hearst annyira szomorú lett, hogy parancsba adta, hogy a többi fát ne bántsák. Mivel útban voltak, az 1920-as évek végén és 1930-as évek elején három fát arrébb ültettek, majd 1946-ban még egyet. A hat hónapig tartó, egyenként 18 000 dolláros költséggel járó átültetés úgy zajlott, hogy árkot ástak a fa körül, ebbe betont öntöttek és a betonkerettel együtt emelték ki a fákat, vigyázva, hogy a gyökerek ne sérüljenek. Az átültetések sikerrel jártak, a fák még sokáig éltek új helyükön, de mára három betegség vagy vihar miatt elpusztult.
Hearst nem akarta kivárni, amíg a magról ültetett fák megnőnek, ezért számos, már nagyra nőtt fát vásárolt, hogy elültesse birtokán – egy alkalommal harminchárom ciprust vett egy embertől, akinek a fák már kezdték kinőni a kertjét. A fák áttelepítése az előkészületekkel együtt két évig tartott. A Neptunusz-medence köré citrusfákat ültettek, túl sűrűn, mert Hearst gyors eredményt akart; a sűrű ültetés miatt a kertészeknek mindig vágniuk kellett őket.

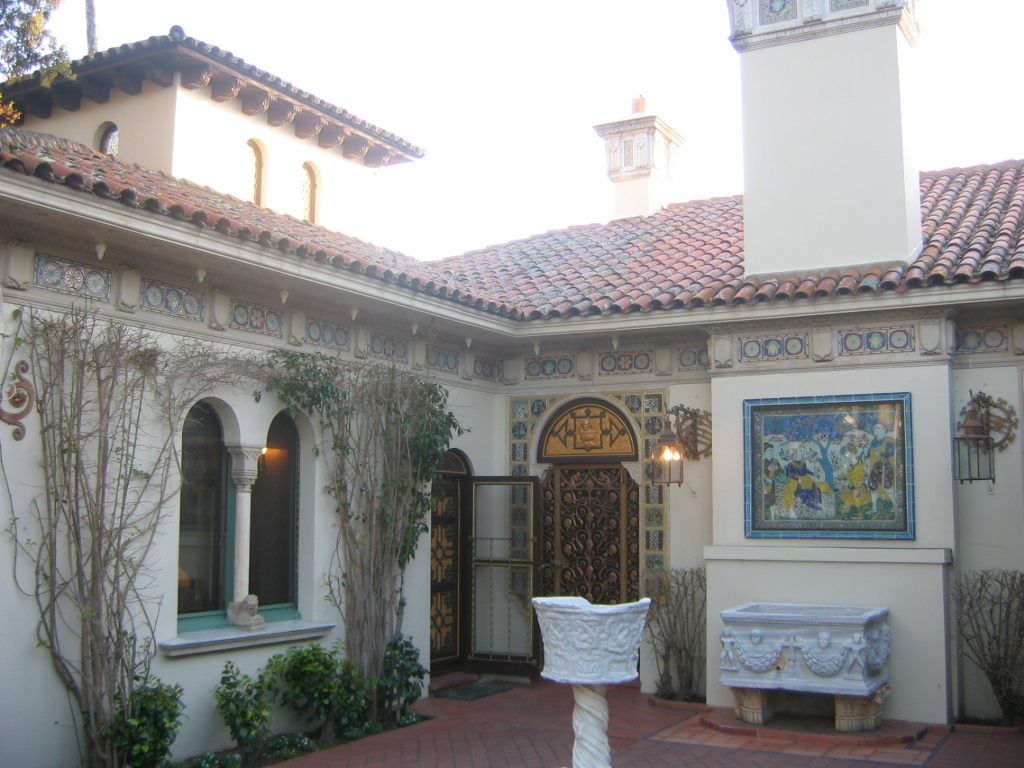
A La Casa del Sol

A főépülettől keletre fekvő dombra – hogy eltakarják a közeli víztározót – 6335 fenyőt ültettek. A sziklás talajba robbantani kellett a lyukakat, melyekbe a fákat ültették; ugyanígy robbantani kellett a pergola körüli gyümölcsfák ültetésénél is. A robbantások miatt Marion Davies testőre egy alkalommal azt hitte, támadnak a japánok. A munkásoknak tilos volt a fák gyümölcseiből szedni, mert Hearstnek tetszett a gyümölcsökkel teli faágak látványa. Mikor a kertészek hetente egyszer leszedték a termést, felhasználták a Casa Grande konyháján, szétosztották a munkások és a környékbeliek közt, és lekvár is készült belőle. A birtokon termett gyümölcsből Hearst ajándékba is küldött ismerőseinek egyedi csomagolásban. Csak mogyoróból évente két tonna termést szüreteltek a birtokon.
A birtok fáiért a brit Nigel Keep volt a felelős, aki az 1920-as évek elejétől 1948-as nyugdíjba vonulásáig dolgozott Hearstnek. Keepet Hearst San Franciscóban ismerte meg, ahová fákat venni utazott; a kertész tanácsot adott neki, hogy elkerülhesse a rossz minőségű fa megvásárlását, ezzel kivívta Hearst rokonszenvét és munkát kapott tőle; a korábban a birtokon dolgozó főkertészek egyike sem vált be. A birtok virágzó növényeinek színelrendezését Isabella Worn kertész dolgozta ki 1926 és az 1930-as évek közepe között.
Hearst szerette, ha kertjei minden évszakban más képet mutatnak. Öt, Morgan tervezte üvegházban 700 000 évelő növényt termesztettek, hogy ellássák velük a kerteket; sokat kicsipkedtek a madarak, melyeket Hearst a kertekbe szoktatott és magokkal etetett, de mikor Keep szólt neki a madarakról, Hearst csak annyit mondott: „Akkor neveljenek még több növényt, Mr. Keep!”
Az 1930-as évek közepére az egykor sziklás, szélfútta birtok azzá a mediterrán kertbirodalommá változott, aminek Hearst megálmodta.
A birtok állatkertjének kialakításához 1925-ben kezdtek hozzá, amikor bölényeket helyeztek el egy elkerített területen. Az évek múltán egyre egzotikusabb állatok érkeztek, és 1928-ra már háromszázféle állat élt a birtokon, köztük oroszlánok, egy gepárd, medvék, majmok, egy tapír, bárányok, bölények, antilopok, őzek, lámák, kenguruk, kecskék és rénszarvas. A vendégek egyik kedvence Marianne, az elefánt volt, aki Marion Davies első filmszerepéről kapta a nevét. Egy külön erre a célra fenntartott területen több mint ezerötszázféle madár élt, köztük papagájok, hattyúk, galambok, és fácánok, egy gólya, egy emu és két sirály. Az állatok lakóhelyének kialakításához Morgan kikérte a hamburgi állatkert igazgatójának véleményét.
Az állatok tartása nem járt minden nehézség nélkül: négy zsiráf érkezésük után pár hónappal elpusztult, mert nem volt elég magas fa, ahonnan ehettek volna, így füvet ettek, és azzal apró kavicsokat is lenyeltek. Ezután Hearst utasítására darukkal emeltek táplálékot a magasba, hogy a zsiráfok onnan egyenek, amíg a fák meg nem nőnek.

## A műtárgyak
Hearst, hasonlóan számos korabeli gazdaghoz, lelkes műgyűjtő volt, és San Simeon-i házait is telerakta értékes műalkotásokkal. Már 1927-ben kijelentette, jó ötletnek tartja, hogy háza egyben múzeum is legyen. Tudta, hogy nem mindenki engedheti meg magának, hogy külföldre utazzon műalkotásokat csodálni, ezért a környékbelieknek engedte, hogy megnézzék gyűjteményét.

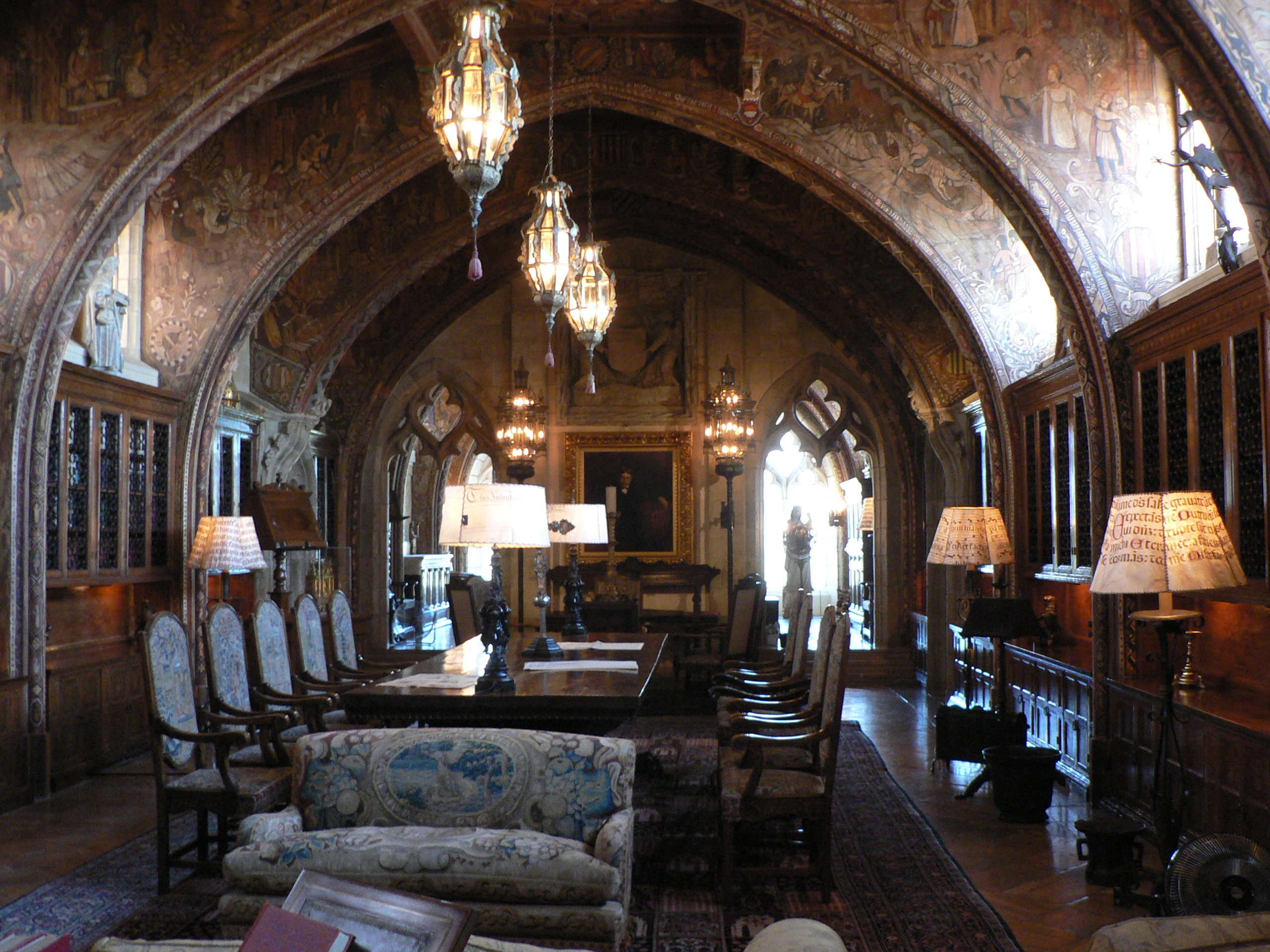
A gótikus könyvtár

Olyan nagy mennyiségben vásárolta az értékes műalkotásokat és régiségeket, hogy nem sikerült mindet elhelyezni, annak ellenére, hogy a Hearst-kastélyon kívül még számtalan hatalmas háza volt; azok azonban, amelyek helyet kaptak a birtokon, méltó környezetbe kerültek. A legrégebbi művek az óegyiptomi Szahmet istennő négy szobra, amik i. e. 1350-1200 körülről származnak, ezeket a kertben helyezték el. Az ógörög vázagyűjtemény egyes darabjai az i. e. 8. századtól az i. e. 4. századig terjedő időben keletkeztek. Kilenc római szarkofág is a gyűjteményhez tartozik, köztük a legszebb márványból készült, díszítésén Apollo látható Athéné és a kilenc múzsa kíséretében.
A falikárpitok legszebb példája az a 16. század eleji flandriai falikárpit, mely szarvasvadászatot ábrázol, és egyike annak a kevés mille fleurs kárpitnak, melyek ebből az időből fennmaradtak. A festmények nagy részét Hearst az 1920-as években és az 1930-as évek elején vásárolta; különösen vonzódott a gyakran vallásos témákat feldolgozó itáliai reneszánsz festőkhöz, bár ő maga nem volt vallásos. A legrégebbi festmény – melyet Hearst egy kollégájától és közeli barátjától, Eleanor Pattersontól kapott – egy 14. századi festmény, mely Madonnát és a gyermek Jézust ábrázolja; ezt Hearst a hálószobájában tette ki a falra. Hearst egész életében érdeklődött Napóleon iránt, és számos olyan festményt vásárolt, amely őt ábrázolja.
A Casa Grande két könyvtárában több ezer könyv állt. A második emeletiben 4102 kötet, míg az ún. gótikus könyvtárban 3736 található jelenleg, de egy időben ennek többszöröse volt a ház könyvállománya; Hearst a könyvek egy jelentős részét kénytelen volt eladni 1938-ban és 1941-ben, mikor pénzügyileg kissé megszorult. Nemcsak könyveket gyűjtött, hanem más, történelmi szempontból fontos dokumentumokat, többet a függetlenségi háború idejéből, de birtokában volt az első, Kaliforniában nyomtatott újság egy példánya is, 1847-ből. Külföldről vásárolt szerzeményei közt megtalálható volt az egyiptomi Halottak könyve egy példánya i. e. 600 körülről, számos kézírásos, iniciálékal díszített dokumentum, Geoffrey Chaucer műveinek egy 1561-es kiadása, egy irat, amit Medici Katalin írt alá, és egy négykötetes vallási értekezés, mely egykor Marie Antoinette tulajdonában volt. Szépirodalomból Charles Dickens műveiből volt a legnagyobb gyűjteménye, nemcsak ritka, első kiadású regények, hanem levelek is.
A főépület több szobájába, köztük Hearst hálószobájába és a biliárdterembe is antik famennyezetet importáltak, főleg Spanyolországból.
Néha Hearst hatalmas gyűjteménye nem bizonyult elegendőnek ahhoz, hogy egy helyiséget az elképzelései alapján díszítsenek, emiatt reprodukciókra is szükség volt.

## A medencék
A Neptunusz-medence a birtok egyik fő látványossága. A hatalmas medence partján ókori szobrok és egy klasszikus görög stílusú templom homlokzata áll. Hearst eredetileg kertet tervezett erre a helyre dekoratív kis liliomos tóval, ezt Templomkertnek nevezte. 1924-ben írt először egy levélben megváltozott terveiről, miszerint felesége és gyerekei minél hamarabb szeretnének egy úszómedencét, ezért legalább ideiglenesen legyen itt egy úszómedence, amíg a többi medence fel nem épül. Morgan ezért változtatott a tervrajzon, és 1924 júliusára már el is készült az úszómedence.

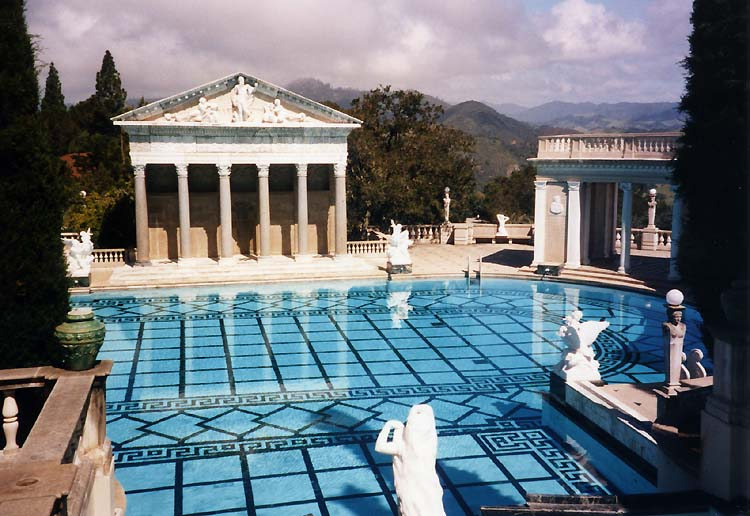
A Neptunusz-medence

Két évvel később Hearst nagyobb medencét szeretett volna, és köré több szobrot, ezért nekiláttak a nagyobbításnak, ami két évig tartott. A medencét márványoszlopokkal vették körül. 1934-ben Hearst újra meg akarta nagyobbítani a medencét, hogy arányaiban illő legyen a frissen vásárolt görög templomhomlokzathoz, melyet a partján akart felállítani. A medencének ez a harmadik, végső változata közel 32 méter hosszú, fehér márványból készült, és több mint 13 000 hl víz fér el benne. Szűrői a nyugati oszlopsor alatt találhatóak és tengerparti homokból készültek. A déli teraszon tizenhét art déco stílusú öltözőfülke épült. A vizet ebben az időben külön épületben lévő, olajjal fűtött bojlerek melegítették.
A birtok másik híres medencéje a beltéri, ún. római medence. Ezt több évnyi tervezgetés után 1925-ben kezdték el építeni a birtok északi végében, a korábbi teniszpályák helyén. Az új teniszpályák a fedett medence fölött kaptak helyet.

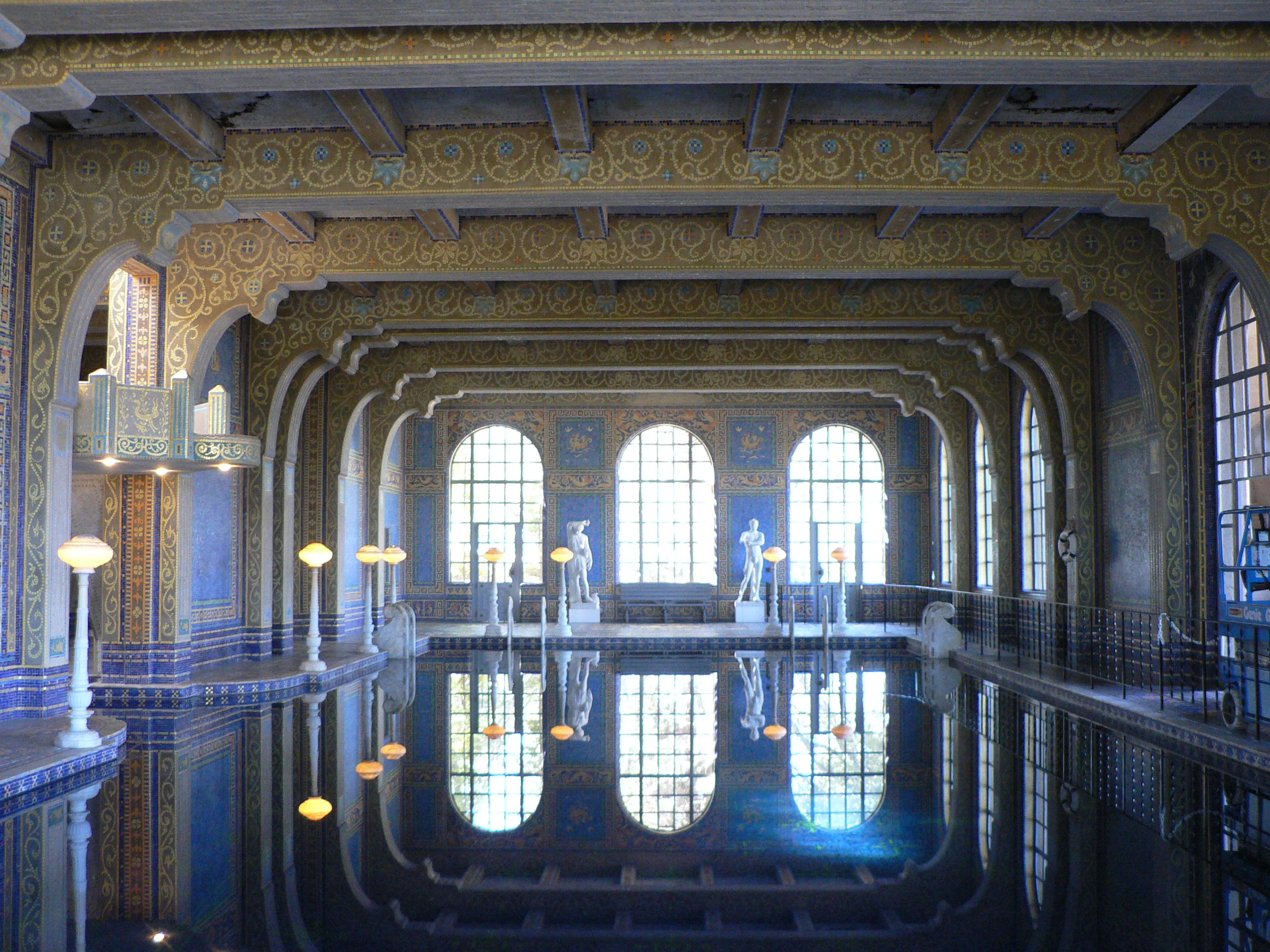
A római medence

A helyiség egész felületét 22 karátos aranyból és kék velencei üvegből készített mozaik fedi, ezek elkészítése hét éven át tartott. A dekoráció ötlete Morgantől származott, aki Olaszországban látott hasonlót. A mozaik mintáját Camille Solon francia-angol festő tervezte. Solon olyan gyakran változtatott a terveken, hogy lassította a munkát, ezért Hearst javasolta Morgannek, hogy adjanak neki valami más munkát és a mozaikok tervezését bízzák másra, de Morgan kitartott a művész mellett, és a terv végül időben elkészült. A mozaik kirakását Hearst eredetileg egy velencei cégre bízta volna, Morgan azonban rámutatott, hogy ez ellentétben áll az újságjaiban gyakran hangoztatott szlogennel, hogy támogassák a hazai ipart, ezért egy firenzei származású, de amerikai emberre, John Pellegrinire bízta a munkát.
Hearst eredetileg sós vizes medencét akart, és miután a római medence elkészült, tizennyolc tonna sót hordtak bele, ennek azonban a fürdőzők soha nem vették észre semmi különösebb hatását, a medencét pedig kezdte tönkretenni, emiatt visszatértek az édesvíz használatához. A medencét ritkán használták, mert a melegített víztől olyan párás lett a levegő, mint egy szaunában, és a legtöbb vendég ezt kellemetlennek találta, estefelé pedig, amikor kellemes lett volna használni, a kialakuló hagyomány értelmében mozizással telt az idő.

## A Hearst-kastély vendégei
Az 1920-as évek közepétől Hearst prioritásai közt az első helyen szerepelt sajtóbirodalma, a második helyen építkezései, melyet műgyűjteménye, majd filmstúdiója követett a fontossági sorrendben. 1924-ben filmstúdióját New Yorkból Hollywoodba költöztette, hogy közelebb lehessen a birtokhoz. Nemsokára megismerkedett Marion Davies színésznővel, aki hosszú ideig a barátnője volt, miután Hearst házassága megromlott. Ettől az időtől kezdve gyakori volt a vendéglátás a birtokon, hétvégenként gyakran hatvannál is többen tartózkodtak itt. A vendégsereg nagy részét Hearst és Davies családtagjai, valamint a kor hírességei, köztük a filmszakma kiemelkedő alakjai, valamint sportolók és politikusok tették ki.
Az 1920-as, 30-as években számos híresség megfordult a birtokon, köztük Charlie Chaplin, Cary Grant, a Marx fivérek, Charles Lindbergh, Joan Crawford, Calvin Coolidge és Winston Churchill. Rendszerint repülővel érkeztek vagy vonattal Los Angelesből, és Hearst magánkocsiján. Bár Hearst esténként együtt vacsorázott vendégeivel, napközben rendszerint magukra hagyta őket, míg ő üzleti ügyeivel foglalkozott, de a birtokon számtalan szórakozási lehetőség akadt, így a vendégek nem unatkoztak. A Hearst-kastély mozitermében rendszerint Hearst saját filmstúdiója, a Cosmopolitan Productions filmjeit adták.
A Hearst-kastély olyan híres lett, hogy 1941-ben kifigurázták Orson Welles Aranypolgár című filmjében, melyben Charles Foster Kane Xanadu nevű birtokaként szerepel.
1947-ben Hearst szívproblémái miatt kénytelen volt elhagyni a birtokot és Beverly Hillsbe költözni, ahol közelebb volt a megfelelő orvosi ellátáshoz. Bár szerette volna, sosem tért vissza San Simeonba; 1951 augusztusában nyolcvannyolc évesen elhunyt.
Mikor a Hearst Corporation Kaliforniának adományozta a birtokot, az volt a kikötésük, hogy a Hearst család tagjai bármikor használhassák. William Randolph Hearst unokája, a később elrablásáról és egy terrorszervezetbe beépítéséről elhíresült Patty Hearst visszaemlékezett rá, hogy gyerekként gyakran elbújt a Neptunusz-medence szobrai mögött, miközben turisták nézelődtek a közelben. Miután az 1970-es években az egyik szobát felrobbantotta a terrorszervezet, melynek Patty Hearst a tagja volt, a család egy tagja sem lakott többé a birtokon.

## Látogatás

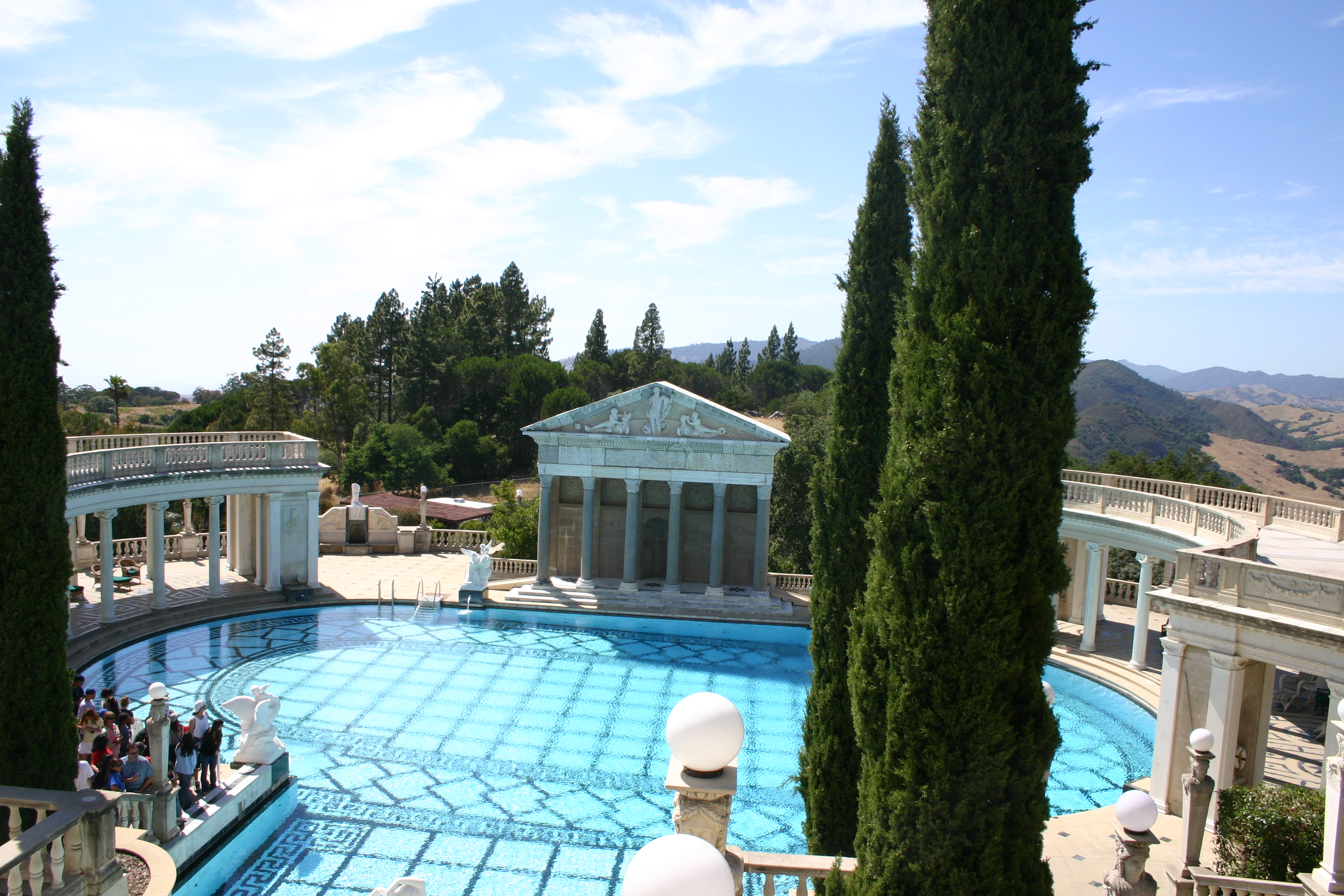
A Neptunusz-medence

A Hearst-kastély jegyváltás ellenében, vezetett túrák keretében látogatható.
1. Egyes túra: első látogatóknak ajánlott, meglátogatható a Casa Grande öt helyisége (a legnagyobb szalon, az ún. gyülekező; az egyetlen étkező; a reggeli szoba nevű, spanyol antikvitásokkal és flamand faliszőnyegekkel teli szalon; a biliárdterem a mille fleurs faliszőnyeggel; a színházterem, ami a ház legnagyobb terme), a La Casa del Sol négy szobája, négy fürdőszobája és egy nappalija; a Neptunusz- és a római medence, valamint a kert egy része. Filmet is vetítenek a Hearst-kastély történetéről.
2. Kettes túra: a Casa Grandén belül mutatja be többek közt az ún. dózselakosztályt, a könyvtárat és a konyhát; ezenkívül a Neptunusz-medence és a római medence meglátogatása is a túra részét képezi.
3. Hármas túra: ide a Casa Grande északi szárnya tartozik három vendéglakosztállyal (antik spanyol mennyezetekkel), fürdőszobákkal, az északi terasz, valamint a La Casa del Monte mind a tíz szobája, illetve itt is megtekinthető a két medence. Ehhez is tartozik egy filmvetítés, mely bemutatja, mennyit változott a birtok az 1920-as, 30-as évek alatt.
4. Négyes túra: a La Casa del Mar, a két medence, a Neptunusz-medence öltözőfülkéi, a kertek nagy része, a borospincék és a rejtett terasz tekinthető meg. Megmutatják az ún. rejtett teraszt, mely az építkezés egy korai szakaszában épült, egy lépcső, tavacska és terasz van itt, melyeket a későbbi építkezés teljesen eltakart és csak restauráláskor került elő.
5. Esti túra: a 30-as évekbeli partikat idézi fel.
6. Mozgássérülteknek tervezett túra: földszinti helyiségeket mutat be, köztük a Casa Grande földszintjét (a gyülekezővel, az étkezővel, a színházteremmel, a reggeli szobával, a biliárdteremmel és a konyhával) egy vendégházat, a kerteket és a két medencét.[14]